# Cerro Viejo (Jalisco)
El Cerro Viejo es una montaña ubicada en los municipios de Tlajomulco de Zúñiga y Jocotepec, en Jalisco, México. Alcanza los 2970 m s. n. m., lo que la convierte en la tercera elevación más importante del estado de Jalisco. Actualmente se encuentra en el área estatal de protección hidrológica de Cerro Viejo. En el año 2013 el gobierno del estado de Jalisco declaró esta montaña como área natural protegida. Cuenta con 23 000 hectáreas aproximadamente. El Cerro Viejo cuenta con una amplia riqueza en flora y fauna. Actualmente se reconocen 889 tipos de especies de plantas, distribuidas en diferentes tipos de vegetación, tales como el bosque tropical caducifolio, bosque de encino y bosque de coníferas de montaña.

## Acceso
Las rutas de acceso son varias. El acceso principal se ubica en la carretera federal Guadalajara-Morelia, en el kilómetro 34, donde se localiza la desviación al pueblo de Tlajomulco de Zúñiga. De ahí comienza un camino de terracería que conduce a la conocida Bola del Cerro Viejo, que es el punto más alto. Se recomiendan únicamente vehículos 4x4. 

## Actividades
Es posible acampar en toda la zona. Otras personas prefieren el ciclismo de montaña o senderismo. Si se desea ascender  es recomendable llevar consigo refrigerios necesarios para montaña. Así como calzado y ropa adecuada. 

## Vegetación
Dada una variedad de condiciones geográficas, aluviales y climáticas de la Sierra la resultado a la existencia de siete tipos de plantas:
- Bosque Tropical Caducifolio
- Bosque Espinoso
- Bosque de Encino
- Bosque de Pino-Encino (Pinus-Quercus)
- Pastizal
- Bosque Mesófilo de Montaña

- Bosque de Galería o Vegetación Riparia.

## Flora endémica y en peligro de extinción
En el área de estudio existen especies de flora que se encuentran en algún tipo de estatus de protección, según la NOM-059-SEMARNAT-2010
| Familia       | Género y especie         | Status               |
| ------------- | ------------------------ | -------------------- |
| Amarilidaceas | Hymenocallis concinna    | Peligro de Extinción |
| Sapotaceae    | Bumelia cartilagínea     | Peligro de Extinción |
| Tiliaceae     | Tilia mexicana           | Peligro de Extinción |
| Burseraceae   | Bursera arbórea          | Peligro de Extinción |
| Leguminoseae  | Erythrina coraloides     | Peligro de Extinción |
| Orquideaceae  | Cypripedium irapeanum    | Peligro de Extinción |
| Sapotaceae    | Bumelia capire           | Peligro de Extinción |
| Cactaceae     | Ferocactus histrix       | Protección Especial  |
| Compositae    | Sedum tortuosum          | Protección Especial  |
| Crassulaceae  | Comarostaphylis discolor | Protección Especial  |
| Ericaceae     | Gentiana spathaceae      | Protección Especial  |
| Gentianaceae  | Tripsacum zopilotense    | Protección Especial  |
| Gramineae     | Tripsacum zopilotense    | Protección Especial  |
| Liliaceae     | Polianthes longiflora    | Protección Especial  |
| Malvaceae     | Phymosea rosea           | Protección Especial  |
| Orquideaceae  | Laelia speciosa          | Protección Especial  |
| Pyrolaceae    | Monotropa hypopitys      | Protección Especial  |
| Buddlejaceae  | Buddleja chapalana       | Amenazada            |
| Crassulaceae  | Echeveria colorata       | Amenazada            |
| Crassulaceae  | Echeveria chapalensis    | Amenazada            |
| Leguminoseae  | Phaseolus pedicellatus   | Amenazada            |
| Crassulaceae  | Graptopetalum fruticosum | Amenazada            |
| Liliaceae     | Stenanthium Af. frigidum | Amenazada            |

## Fauna
El área presenta una variada diversidad de paisajes ecológicos, que van desde áreas de bosque bien conservadas hasta zonas fuertemente impactadas por actividades antropogénicas, todo esto dentro de rangos altitudinales que determinan diferentes perfiles vegetales, dando por resultado la presencia de una diversa fauna tanto de carácter neotropical como de carácter neártico.

La riqueza esperada para el área de “Cerro Viejo - Chupinaya - Los Sabinos” es alta ya que el número de especies potenciales “509” es muy próximo a las 664 especies esperadas para toda la cuenca hidrológica Lerma-Chapala. Esto debido principalmente a la heterogeneidad de factores ambientales y geográficos que inciden en el área propuesta a conservación.
- Datos: Q25412875